# 趙孟頫隕石坑
趙孟頫陨石坑是水星上的一个直径167公里的陨石坑，它是以中国古代画家、书法家赵孟頫的名字命名的。因为它的位置接近水星的南极（西经132.4°，南纬87.3°），而水星的轴倾斜度又非常小，大约40％的陨石坑处在永久阴影当中。由于当地的雷达反射率非常高，因此科学家怀疑那里有大量冰存在。估计赵孟頫陨石坑永久阴影中的温度为-171 °C，而在这个温度下冰不会在真空中升华。

## 雷达探测
阿雷西博天文台（波多黎各）、戈尔德斯通深空通讯体系（美国加利福尼亚州）和甚大天线阵（美国新墨西哥州）对水星进行雷达探测时发现水星表面有多个高反射率、反极化的地区，一些这些地区位于水星的极地。许多这些高反射率地区似乎与水手10号探测器拍摄到的陨石坑的位置相辅相成，其中在南极面积最大的高反射率地区与赵孟頫陨石坑相符合。
对雷达射线的高反射率和反极化更像是冰的特征，而不像是组成水星地壳的硅酸盐物质。不过其反射率还没有达到纯冰的高度，因此科学家推测在冰上有一层薄的或者部分覆盖了冰层的尘土。但是在没有获得真正的证实之前赵孟頫陨石坑和其它陨石坑中的高反射率也有可能是金属含量很高的矿物或者其混合物所造成的。美国国家航空航天局发射的信使號探测器将于2011年进入水星轨道，它可能可以进一步确定赵孟頫陨石坑是否含有冰。

## 冰的来源
赵孟頫陨石坑中的冰可能是由于含大量水的陨石或者彗星的撞击或者是水星内部的水蒸气外泄形成的。由于强烈的太阳风以及太阳光的照射在水星表面大部分地区任何冰均很快就会逃逸到太空中去了。但是在赵孟頫陨石坑的阴影中温度太低，冰无法升华，因此可能可以堆积上亿年。

## 科幻小说
斯蒂芬·巴克斯特在他的《真空图表》中描写一种生活在赵孟頫陨石坑下的、使用当地的地热形成的海洋的外星生物。